# Parafia Świętych Apostołów Piotra i Pawła w Łososinie Dolnej
Parafia pw. Świętych Apostołów Piotra i Pawła w Łososinie Dolnej – parafia rzymskokatolicka znajdująca się w diecezji tarnowskiej w dekanacie Ujanowice. Erygowana w 1980. Mieści się pod numerem 80. Obsługują ją księża diecezjalni.